# Liste der bulgarischen Orden und Ehrenzeichen
Diese Liste gibt einen Überblick über die bulgarischen Orden und Ehrenzeichen.

## Fürstentum

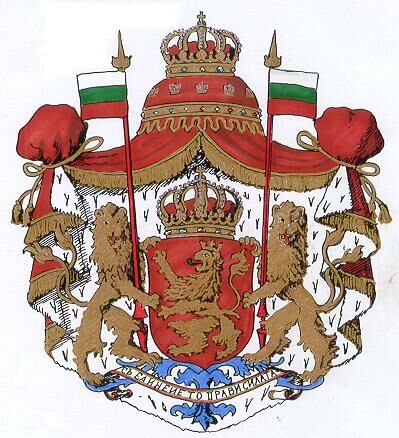
Wappen des Fürstentums Bulgarien

- Militärorden für Tapferkeit (1879)
- St. Alexander-Orden (1881)
- Orden für Verdienst (1881)
- Verdienstmedaille (1883)
- Medaille für Wissenschaft     und Kunst (1883)
- IV. Klasse Militärorden für Tapferkeit (1885)
- Kriegsmedaille für den serbisch-bulgarischen Krieg (1886)
- Abzeichen für Verdienste um das Rote Kreuz (1886)
- 2. Modell Kriegsmedaille für den serbisch-bulgarischen Krieg (1886)
- Erinnerungsmedaille an die Proklamation (1887)
- Zivilverdienstorden (1891)
- Einzugsmedaille (1893)
- Vermählungsmedaille (1893)
- Militär-Verdienstorden (1900)

## Königreich
- Lebensrettungsmedaille (1908)

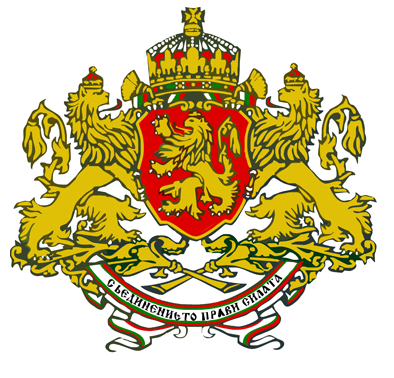
Wappen des Königreichs Bulgarien

- Erinnerungskreuz an die Unabhängigkeit Bulgariens 1908 (1909)
- Orden der Heiligen Kyrill und Methodius (1909)
- Medaille für das Silberne Thronjubiläum von Zar Ferdinand I. (1912)
- Wohltätigkeitsorden (1917)
- Rot-Kreuz-Medaille (1918)
- Kriegserinnerungsmedaille 1912/1913 (1933)
- Kriegserinnerungsmedaille 1915/1918 (1933)
- Verwundetenabzeichen (1941)
- Medaille für Wissenschaft und Kunst
- Kreuz für zehnjährige Dienstzeit
- Feldzugmedaille
- Ehrenzeichen der bulgarischen Infanterie

## Volksrepublik
- Orden „9. September 1944“ (1945)

Wappen der Volksrepublik Bulgarien

- Orden „Befreiung des Volkes 1941–1944“ (1945)
- Orden „Volksrepublik Bulgarien“ (1947)
- Held der Volksrepublik Bulgarien (1948)
- Held der Sozialistischen Arbeit (1948)
- Dimitrow-Preis
- Orden „Georgi Dimitrow“ (1950)
- Orden „Rote Fahne der Arbeit“ (1950)
- Orden „Kyrillos und Methodios“ (1950)
- Orden „Stara Planina“ (1966)
- Orden „Reiter von Madara“ (1966)
- Orden der Rose (1966)
- Orden für Zivil Tapferkeit und Verdienst (1966)
- Medaille „Für Verdienste um die allgemeine Sicherheit“ (1969)
- Medaille „25 Jahre Organe des Ministeriums des Innern“ (1969)
- Medaille zum 90. Geburtstag von Georgi Dimitrow (1972)
- Orden für Militär Tapferkeit und Verdienst (1974)
- Orden „13 Jahrhunderte Bulgarien“ (1981)
- Medaille „1300 Jahre Bulgarien“ (1981)
- Erinnerungsmedaille zum 40. Jahrestages des Sieges über den Nationalsozialismus (1985)

## Republik
- Zivilverdienstorden (2003)
- Orden „Stara Planina“ (2003)

Wappen der Republik Bulgarien

- Orden der Heiligen Kyrill und Methodius (2003)
- Orden „Reiter von Madara“ (2003)
- Militärverdienstorden (2003)
- Militärorden für Tapferkeit (2003)
- Medaille für Verdienst (2003)